# P.A. Schou
Peter Alfred Schou (født 8. oktober 1844 i Slagelse, død 21. november 1914 i København) var en dansk maler, bror til L.A. Schou.
Schou blev uddannet ved handelen, levede længe i Hamborg og besøgte en vinter Akademiet i Dresden. Han gik så 1876 til Paris for at blive maler og studerede hos Théodore Chartran og Léon Bonnat. 1880 udstillede han på salonen i Paris. Han fik det følgende år et arbejde tilbagevist af Charlottenborg-udstillingens censur, og bosatte sig siden da atter i Hamborg. 1898 vendte han tilbage til Danmark, hvor han 1902 udstillede et interiør med portrætfigurer, og derefter regelmæssigt og under stigende opmærksomhed deltog i hjemlandets udstillinger. 
Hans emner var meget enkle, hyppigt hentede fra et beskedent værelse eller atelier, med kun én eller et par figurer. Hans billeder var meget stilfærdige, jævnligt båret af en dyb sørgmodighed. Flere gange skildrer de en brystsyg ung mands sygeleje (et af disse billeder tilhører Statens Museum for Kunst). Hans farver var dybt stemte, blege hudfarver mod tungt brunt og rødt, men altid af en egen stille vægtighed. 
Nogen egentlig handling var der ikke i disse billeder, men de er stærke i stemning. Nævnes kan motivet Alvor, som han varierede flere gange (1906, 1908, 1915), Ved sygesengen (1905), Lægen (1910). Desuden malede han fortrinlige portrætter og overmåde farveskønne billeder af frugter, blomster, opstillinger og landskaber, hvoraf nogle er i ordets bedste forstand klassiske. Han havde ikke broderens sprudlende fantasi, men hans kunstneriske begavelse var ikke ringere.
1908 og 1912 modtog han Eckersberg Medaillen og 1911 Det anckerske Legat.
Schou er begravet på Solbjerg Parkkirkegård.

## Billeder
| - Selvportrætter - 1898 - 1900 - 1903 |

| - Andre værker af Peter Alfred Schou - Portræt af vicekonsul Vilhelm Greibe, 1887-88 - Alvor, interiør 1890 "Gravity. Interior" - Parti fra Frederiksberg Have, 1898 - Efterladt, 1899 Left Behind - Maleren ved sit staffeli, 1900 - Gamle minder, ca. 1901 - To kvinder siddende i en stue, ca. 1901 - Interiør fra et atelier med kunstneren og hans model, 1909 - Marker, uden år - Skakspillere, (u.å.) - Schous søster Ida, (u.å) - Den sidste af slægten, (u.å.) - Sygebesøg, (u.å.) - Hjørne af atelieret, (u.å.) - Nøgen kvinde liggende på en sofa, (u.å.) - Palet og druer, (u.å.) - Den tyske maler J. Hüttman, (u.å.) - Stilleben, (u.å.) |